# Meconopsis superba
Meconopsis superba — вид рослин з роду Meconopsis.

## Поширення та середовище існування
Вид є ендемічним для східних Гімалаїв (Бутан) та Тибетського автономного округу (КНР). Зростає на висоті від 4100 до 4300 метрів над рівнем моря.

## Опис
Трав'янисті рослини до 1 метра заввишки. Корінь стрижневий. Прикореневе листя у великій, густій, вічнозеленій розетці, черешок розміром 7—15 см, листя оберненоланцетне, оберненоланцетно-довгасте, еліптичне або яйцеподібно-довгасте, основа відтягнута, край пильчастий, верхівка гостра. Нижнє стеблове листя подібне до прикореневого листя, але черешки коротші. Верхнє стеблове листя сидяче, основа вушкоподібна. Суцвіття гроноподібне. Квіти звисають. Квітконіжка розміром до 12 см, товста. Пелюстки 4, але 6 у кінцевих квітках, білі, оберненояйцеподібні або майже круглі, приблизно 6 см завдовжки та 6 см завширшки. Насіння ниркоподібне.